# جیمز کاکل

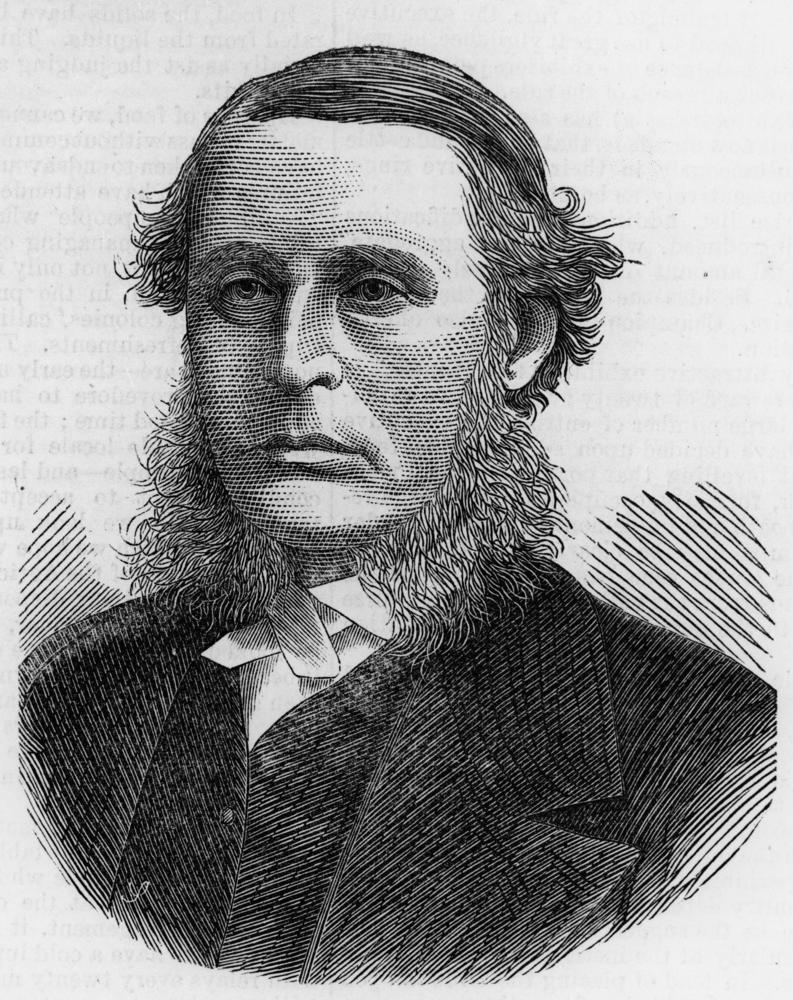

سِر جیمز کاکِل (به انگلیسی: Sir James Cockle) (زادهٔ ۱۴ ژانویه ۱۸۱۹، درگذشت ۲۷ ژانویه ۱۸۹۵) عضو FRS، FRAS، FCPS و FMS وی یک وکیل و ریاضی‌دان انگلیسی بود.
کاکل در ۱۴ ژانویه ۱۸۱۹ به دنیا آمد، او دومین پسر جیمز کاکل بود. پدر او یک جراح در روستای گریت اوکلی در بخش تندرینگ اسکس بود. او دانش آموختهٔ چارترهاوس و کالج ترینیتی دانشگاه کمبریج بود.

## یادداشت و منبع
ویکی‌پدیای انگلیسی
1. ↑  Cockle, James in Venn, J. & J. A., Alumni Cantabrigienses, انتشارات دانشگاه کمبریج, 10 vols, 1922–1958.